# Ronde van Spanje 1975
De 30e editie van de Ronde van Spanje ging op 22 april 1975 van start in Fuengirola, in het zuiden van Spanje. Na 3104 kilometer en 19 etappes werd op 11 mei in San Sebastian gefinisht. De ronde werd gewonnen door de Spanjaard Agustín Tamames.

## Eindklassement
Agustín Tamames werd winnaar van het eindklassement van de Ronde van Spanje van 1975 met een voorsprong van 14 seconden op Domingo Perurena. In de top tien eindigden zes Spanjaarden. De beste Nederlander was Hennie Kuiper met een 5e plek.
| rang | renner            | land      | ploeg                      | tijd       |
| ---- | ----------------- | --------- | -------------------------- | ---------- |
| 1    | Agustín Tamames   | Spanje    | Super Ser                  | 88u 00'56" |
| 2    | Domingo Perurena  | Spanje    | Kas-Kaskol                 | + 0'14"    |
| 3    | Miguel María Lasa | Spanje    | Kas-Kaskol                 | + 0'34"    |
| 4    | Luis Ocaña        | Spanje    | Super Ser                  | + 1'34"    |
| 5    | Hennie Kuiper     | Nederland | Frisol-GBC                 | + 2'29"    |
| 6    | Fernando Mendes   | Portugal  | Sporting de Lisboa-Benfica | + 5'50"    |
| 7    | Giuseppe Perletto | Italië    | Magniflex                  | + 5'55"    |
| 8    | José Martins      | Portugal  | Coelima                    | + 6'53"    |
| 9    | Santiago Lazcano  | Spanje    | Super Ser                  | + 7'26"    |
| 10   | Jesús Manzaneque  | Spanje    | Monteverde                 | + 7'57"    |

## Etappe-overzicht
| Etappe  | Datum    | Van - naar                            | Km         | Etappewinnaar     | Klassementsleider |
| ------- | -------- | ------------------------------------- | ---------- | ----------------- | ----------------- |
| Proloog | 22 april | Fuengirola - Fuengirola               | 4,4 (ITT)  | Roger Swerts      | Roger Swerts      |
| 1       | 23 april | Marbella - Marbella                   | 78         | Wilfried Wesemael | Roger Swerts      |
| 2       | 24 april | Málaga - Granada                      | 143        | Miguel María Lasa | Miguel María Lasa |
| 3       | 25 april | Granada - Granada                     | 179        | Agustín Tamames   | Miguel María Lasa |
| 4       | 26 april | Almería - Águilas                     | 178        | Marino Basso      | Miguel María Lasa |
| 5       | 27 april | Águilas - Murcia                      | 176        | Luc Leman         | Miguel María Lasa |
| 6       | 28 april | Murcia - Benidorm                     | 217        | Marino Basso      | Miguel María Lasa |
| 7       | 29 april | Benidorm - Benidorm                   | 8,3 (ITT)  | Miguel María Lasa | Miguel María Lasa |
| 8       | 30 april | Benidorm - Puebla de Farnals          | 217        | Marino Basso      | Miguel María Lasa |
| 9       | 1 mei    | Puebla de Farnals - Vinaròs           | 157        | Marino Basso      | Miguel María Lasa |
| 10      | 2 mei    | Vinaròs - Cambrils                    | 173        | Marino Basso      | Miguel María Lasa |
| 11a     | 3 mei    | Cambrils - Barcelona                  | 151        | Antonio Menéndez  | Miguel María Lasa |
| 11b     | 3 mei    | Barcelona - Barcelona                 | 30,3       | Marino Basso      | Miguel María Lasa |
| 12      | 4 mei    | Palma de Mallorca - Palma de Mallorca | 181        | Agustín Tamames   | Miguel María Lasa |
| 13      | 5 mei    | Barcelona - Tremp                     | 189        | Domingo Perurena  | Domingo Perurena  |
| 14      | 6 mei    | Tremp - Formigal                      | 233        | Agustín Tamames   | Domingo Perurena  |
| 15      | 7 mei    | Jaca - Irache                         | 160        | Agustín Tamames   | Domingo Perurena  |
| 16      | 8 mei    | Irache - Urkiola                      | 150        | Agustín Tamames   | Domingo Perurena  |
| 17      | 9 mei    | Durango - Bilbao                      | 123        | Donald Allan      | Domingo Perurena  |
| 18      | 10 mei   | Bilbao - Miranda de Ebro              | 186        | Hennie Kuiper     | Domingo Perurena  |
| 19a     | 11 mei   | Miranda de Ebro - Beasain             | 110        | Julien Stevens    | Domingo Perurena  |
| 19b     | 11 mei   | San Sebastian - San Sebastian         | 31,7 (ITT) | Jesús Manzaneque  | Agustín Tamames   |